# Liste der Straßen und Plätze in Reitzendorf (Dresden)

Lage der Gemarkung Reitzendorf in Dresden

Die Liste der Straßen und Plätze in Reitzendorf beschreibt das Straßensystem im Dresdner Ortsteil Reitzendorf mit den entsprechenden historischen Bezügen. Aufgeführt sind Straßen, die im Gebiet der Gemarkung Reitzendorf liegen. Kulturdenkmale in der Gemarkung Reitzendorf sind in der Liste der Kulturdenkmale in Reitzendorf aufgeführt.
Reitzendorf ist Teil des statistischen Stadtteils Schönfeld/Schullwitz, der zur Ortschaft Schönfeld-Weißig gehört. Insgesamt gibt es in Reitzendorf neun benannte Straßen, die in der folgenden Liste aufgeführt sind.

## Legende
Die nachfolgende Tabelle gibt eine Übersicht über die vorhandenen Straßen und Plätze im Ortsteil sowie einige dazugehörige Informationen. Im Einzelnen sind dies:
- Name/Lage: Aktuelle Bezeichnung der Straße oder des Platzes sowie unter ‚Lage‘ ein Koordinatenlink, über den die Straße oder der Platz auf verschiedenen Kartendiensten angezeigt werden kann. Die Geoposition gibt dabei ungefähr die Mitte der Straße an.
- Länge/Maße in Metern: Die in der Übersicht enthaltenen Längenangaben sind nach mathematischen Regeln auf- oder abgerundete Übersichtswerte, die in Google Earth mit dem dortigen Maßstab ermittelt wurden. Sie dienen eher Vergleichszwecken und werden, sofern amtliche Werte bekannt sind, ausgetauscht und gesondert gekennzeichnet. Bei Plätzen sind die Maße in der Form a × b dargestellt. Der Zusatz ‚im Stadtteil‘ bzw. ‚im Ortsteil‘ gibt an, wie lang die Straße innerhalb des Stadt-/Ortsteils ist, sofern sie durch mehrere Stadt-/Ortsteile verläuft.
- Namensherkunft: Ursprung oder Bezug des Namens.
- Jahr der Benennung: Zeitpunkt, zu dem die Straße ihren heute gültigen Namen erhielt (sofern bekannt).
- Anmerkungen: Weitere Informationen bezüglich anliegender Institutionen, der Geschichte der Straße, historischer Bezeichnungen, Baudenkmalen usw.
- Bild: Foto der Straße.

## Straßenverzeichnis
| Name/Lage                    | Länge/Maße | Namensherkunft                                | Jahr der Benennung | Anmerkungen | Bild                    |
| ---------------------------- | ---------- | --------------------------------------------- | ------------------ | --- | ----------------------- |
| Borsbergstraße Lage          |            | Borsberg                                      |                    | Der Borsberg ist mit 361 m ü. NN eine der höchsten Erhebungen im Schönfelder Hochland. |                         |
| Bühlauer Straße Lage         |            | Bühlau, nahegelegener Stadtteil von Dresden   |                    | |                         |
| Meixstraße Lage              |            | Sagenfigur Meix                               |                    | Die Meixstraße verbindet Pillnitz über Borsberger Flur mit Reitzendorf und Schönfeld, wo sie jeweils den gleichen Namen trägt. Sie wurde nach dem Drachen Meix benannt, auf den einer Sage nach der Name des Meixgrunds und der denkmalgeschützten Meixmühle zurückgehen soll. |                         |
| Meßweg Lage                  |            | Messe in der Kirche                           |                    | | Meßweg                  |
| Sandweg Lage                 |            | Sandboden                                     |                    | |                         |
| Schullwitzer Straße Lage     |            | Schullwitz, nordöstlich benachbarter Ortsteil |                    | | Schullwitzer Straße     |
| Zaschendorfer Straße Lage    |            | Zaschendorf, südöstlich benachbarter Ortsteil |                    | Entlang der Zaschendorfer Straße liegt der alte Dorfkern des als Waldhufendorf entstandenen Ortsteils. | Zaschendorfer Straße    |
| Zum Triebenberg Lage         |            | Triebenberg                                   |                    | Der Triebenberg, an dessen Hängen die Straße entlangführt, ist mit 384 m ü. NN die höchste Erhebung Dresdens. Die Straße Zum Triebenberg ist Teil der Kreisstraße 6213, die Pillnitz mit Schönfeld verbindet.                                                                  |                         |
| Zur Reitzendorfer Mühle Lage |            | Reitzendorfer Mühle                           |                    | Die Reitzendorfer Mühle ist eine Wassermühle im Friedrichsgrund und nicht zu verwechseln mit der Reitzendorfer Windmühle. | Zur Reitzendorfer Mühle |